# Petr Král
Petr Král (* 14. Juni 1947 in Teplice-Šanov) ist ein tschechischer Jazz- und Unterhaltungsmusiker (Tenor-, Alt- und Baritonsaxophon, Klarinette).
Král spielte seit 1968 zunächst im Prager Rundfunkorchester, dann arbeitete er in Westdeutschland mit der WDR Big Band Köln, mit Al Porcino und mit Hugo Strasser. Er war Mitglied des Fink-Steinbach-Tanzorchesters und gehört dem Tanzorchester Odeon an; auch arbeitete er mit der Big Band von André Carol. Zudem leitete er eine eigene Band Windmill, mit der auch ein Album vorlegte. Weiter ist er auf Alben von Karel Růžička, Vladimír Tomek, Kamil Hála und Al Porcino zu hören.

## Diskographische Hinweise
- Windmill mit Karel Růžička, Richard Laughlin, Vinzenz Kummer und Wolfgang Haffner

## Lexikalische Einträge
- Jürgen Wölfer: Jazz in Deutschland. Das Lexikon. Alle Musiker und Plattenfirmen von 1920 bis heute. Hannibal, Höfen 2008, ISBN 978-3-85445-274-4.